# Смрадлика
Смрадлика (Cotinus) или тетра е род, състоящ се от два вида растения от семейство Смрадликови:
- Cotinus coggygria или обикновена смрадлика, дърво до 12 m височина, което се среща в Европа и Азия
- Cotinus obovatus или американска смрадлика, храст до 8 m, който расте в Северна Америка

Клоните на дървото имат червеникава гладка кора и жълта дървесина. Листата са елиптични или яйцевидни с ясно видима нерватура (жилкуване). Отдолу са сивозелени, а отгоре тъмнозелени, с характерна миризма. През есента те почервеняват. Цветовете са зеленикавобледи, двуполови, събрани в съцветие – метлица, с петлистна чашка, петлистно венче и 5 тичинки, разположени между венчелистчетата. Цветните дръжки са покрити с дълги власинки. След прецъфтяването на цветовете дръжките се покриват с розови, зеленикави или червеновиолетови власинки. Плодът е черен и гол.

## Разпространение
Невзискателна към почвените условия, смрадликата расте из сухите и варовити места, храсталаците и осветените дъбови гори. Среща се в Южна Европа, Средиземноморието, Кавказки регион, Мала Азия и Средна Азия. Поради изсичането на дъба, тя се среща и в чисти съобщества, а поради масовата употреба на листата, включително и от индустрията, почти навсякъде у нас е с малки размери.

## Химичен състав
Съдържа до 25% дъбилни вещества, главно галотанини, флавоноидите – мирицитрин и фустин, галова киселина, етерично масло. В стъблото се съдържа флавоноидът физетин.

## Лечебно действие
Отвара от смрадлика подпомага лечението на гнойни, незаздравяващи рани, а може да се използва и при възпаление на лигавицата на клепачите. Употребява се още при диария и дизентерия. Отварата не бива да се пие като чай в големи количества, понеже предизвиква повръщане. Прилага се вътрешно само на малки дози – една-две чаени лъжички. В българската народна медицина смрадликата се употребява още и при киселини в стомаха, язва, задух, кръвохрачене, заболяване на бъбреците и др.